# Illice trimaculata
Illice trimaculata är en fjärilsart som beskrevs av Jones 1914. Illice trimaculata ingår i släktet Illice och familjen björnspinnare. Inga underarter finns listade i Catalogue of Life.